# Bolesław Filipiak
Bolesław Filipiak (ur. 1 września 1901 w Ośniszczewku, zm. 14 października 1978 w Poznaniu) – polski duchowny rzymskokatolicki, arcybiskup od 1976, kardynał diakon od 1976, sekretarz prymasa Augusta Hlonda w latach 1933–1944, dziekan Roty Rzymskiej w latach 1967–1976.

## Życiorys
Studiował na uniwersytecie w Poznaniu oraz w poznańskim seminarium duchownym. Kontynuował naukę w Papieskim Athenaeum św. Apolinarego w Rzymie. Święcenia kapłańskie przyjął w Gnieźnie 29 maja 1926.
Początkowo pracował jako duszpasterz w archidiecezji gnieźnieńskiej, w latach 1933–1944 był sekretarzem arcybiskupa Gniezna kardynała Augusta Hlonda. W latach 1944–1945 był więziony przez niemieckie władze okupacyjne. Po wojnie był członkiem trybunału archidiecezjalnego i kanonikiem kapituły katedralnej w Gnieźnie, a w latach 1945–1947 prezydentem trybunału trzeciej instancji ds. małżeńskich zastrzeżonych dla Stolicy Apostolskiej. We wrześniu 1947 został audytorem Roty Rzymskiej, a w czerwcu 1967 jej dziekanem (potwierdzony jako dziekan ad nutum Sanctae Sedis 1 lutego 1975). Pełnił funkcję prezydenta Trybunału Apelacyjnego Państwa Watykańskiego. Był jednym z ekspertów soboru watykańskiego II.
1 maja 1976 został prekonizowany arcybiskupem tytularnym Plestii. Sakry biskupiej udzielił mu 14 maja 1976 w bazylice św. Anzelma na Awentynie w Rzymie kardynał Pericle Felici. 24 maja 1976 papież Paweł VI mianował go kardynałem, nadając tytuł diakona S. Giovanni Bosco in Via Tiburtina.
Z powodu złego stanu zdrowia nie brał udziału w konklawe po śmierci Pawła VI, a w dniu rozpoczęcia kolejnego konklawe zmarł. Pochowany został w archikatedrze poznańskiej.